# Joe Chambers
Joe Chambers,  né le 25 juin 1942 à Chester (Pennsylvanie), est un batteur, percussionniste, vibraphoniste et pianiste américain.

## Biographie
Après avoir étudié à Philadelphie et Washington, où il a commencé à jouer (1960-63), il débute à New York avec Eric Dolphy (1963) et enregistre son premier album pour Blue Note en (1964), Joe Chambers devient l'un des batteurs maison de la firme. En 1965, il enregistre avec Wayne Shorter, Sam Rivers, Bobby Hutcherson ; joue avec Lou Donaldson, Jimmy Giuffre, Andrew Hill, Charles Lloyd et Archie Shepp à Newport. En Europe on l'entend aux côtés de Harold Land et Hutcherson (1969). Il entre au M'Boom Re: Percussion de Max Roach dès 1970. Peu souvent mis à l'avant plan, il poursuit une carrière féconde auprès des plus grands : Shepp (1969-77), Mingus (1972) à Town Hall, Woody Shaw (1977), M'Boom (1982), Steve Grossman (1984)… Le New York Jazz Repertory interprète sa composition The Almoravid (1974). Il révèle ses talents de pianiste en duo avec Larry Young, puis enregistre en piano solo (1978).
On le retrouve aussi au vibraphone et aux percussions sur des albums comme, The Outlaw (2005) ou Horace To Max (2009).
En Europe, on le remarque avec Mingus Dynasty (1982) et au sein de M'Boom (1987), il participe  à la musique du film de Spike Lee « She's Gotta Have It » (1987), enregistre avec les pianistes Uli Lenz (1988), Stanley Cowell (1989) et Kevin Hays, le flûtiste Jeremy Steig, en tant que leader (1991), ainsi qu'avec le saxophoniste Rickey Woodard (1992). En 1991, il dirige un quintette au (nouveau) Birdland de New York, en 2002, il dirige un sextet avec Jim Rotondi, Javon Jackson, Vincent Herring, Curtis Lundy et Franck Amsallem. Le groupe se produit aux festivals de Molde et de Pori.
Rejetant l'aspect spectaculaire ou péremptoire de la percussion, Chambers tend à la concision. Son jeu foisonnant reste rigoureux, attentif à l'aspect mélodique et aux contrastes dynamiques, et dénote un goût pour la forme qu'on retrouve chez le compositeur.

## Discographie

### En tant que leader
- The Almoravid, 1971
- New World, 1976
- Double Exposure, 1977
- Phantom In The City, 1991
- Mirrors, 1998
- Summer Times, Nocturne/Sunnyside, avec Johannes Weidenmuller et Franck Amsallem, 2003.
- Urban Grooves, 2003
- The Outlaw, 2005
- Horace To Max, 2009
- Joe Chambers Moving Pictures Orchestra (2012)
- Landscapes (2016)
- 2020: Samba de Maracatu (Blue Note, 2021)
- 2022: Dance Kobina (Blue Note, 2023)

### Comme sideman

#### Joe Henderson
- Mode for Joe (1966)